# Phytomyza buhriella
Phytomyza buhriella är en tvåvingeart som beskrevs av Spencer 1969. Phytomyza buhriella ingår i släktet Phytomyza och familjen minerarflugor.
Artens utbredningsområde är Tyskland. Inga underarter finns listade i Catalogue of Life.